# Linetta Wilson
Linetta A. Wilson (Pasadena, 11 ottobre 1967) è un'ex velocista statunitense.

## Biografia
Specializzata nei 400 metri piani, ha vinto, seppur partecipando solo in batteria, la medaglia d'oro nella staffetta 4×400 metri ai Giochi olimpici di Atlanta 1996.

## Palmarès
| Anno | Manifestazione  | Sede        | Evento  | Risultato | Prestazione | Note |
| ---- | --------------- | ----------- | ------- | --------- | ----------- | ---- |
| 1996 | Giochi olimpici | Los Angeles | 4×400 m | Oro       | 3'20"91     |      |